# Air Canada Rouge
Air Canada Rouge, що французькою мовою означає «червоний», є дешевою авіакомпанією та дочірньою компанією Air Canada. Вона повністю інтегрована до магістральної мережі Air Canada та Air Canada Express.

## Історія

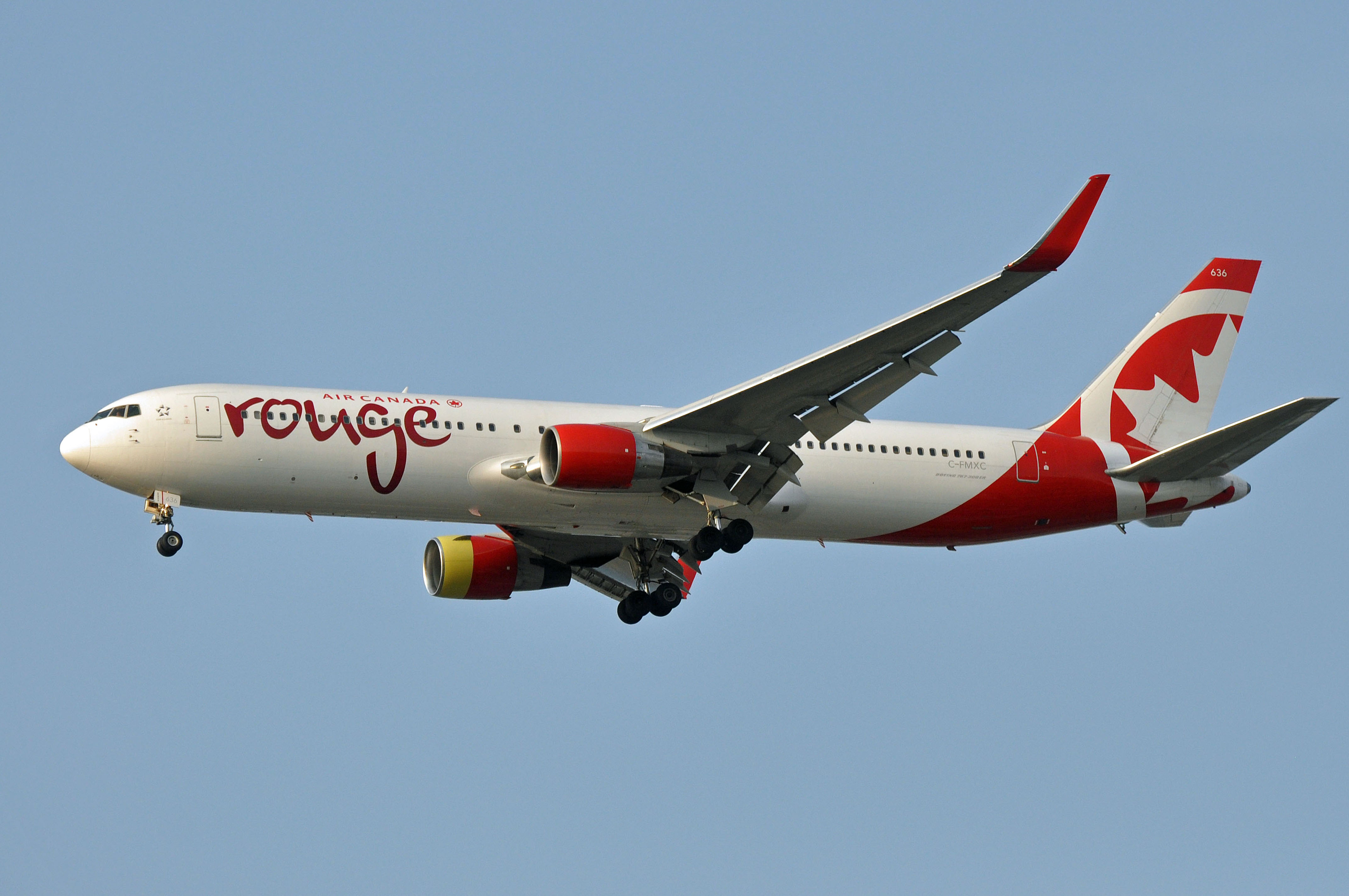
Колишній Boeing 767-300ER Air Canada Rouge, який використовувався в основному для польотів у Європу до виходу з експлуатації у 2020 році

Авіакомпанія була запущена в грудні 2012 року і почала здійснювати рейси 1 липня 2013. Першим пунктом призначення були Афіни, з Торонто та Монреаля, як частина Air Canada Leisure Group, що дало змогу ефективніше конкурувати з такими компаніями як Air Transat, Sunwing і WestJet на маршрутах здебільшого до Європи, Карибського басейну, і США.
На момент запуску у неї був флот із чотирьох літаків, двох Airbus A319 і двох Boeing 767, переданих від материнської компанії. Флот розширився до 28 літаків протягом 18 місяців. До початку вересня 2016 року авіакомпанія розширила свій флот Boeing 767 до 19 літаків.
24 березня 2014 року Air Canada оголосила про плани Air Canada Rouge вийти на Західну Канаду, починаючи з весни 2014 року, щоб обслуговувати переважно напрямки відпочинку з Ванкувера та Калгарі до Лос-Анджелеса, Сан-Франциско, Лас-Вегаса, Фінікса, Палм-Спрінгс, Гонолулу, Мауї та Анкориджа. Сезонне сполучення з Ванкувера в Осаку/Кансай розпочалося в травні 2015 року. У грудні 2015 року було оголошено про нові маршрути, зокрема з Торонто до Маямі, Форт-Майєрса, Шарлоттауна та Дір-Лейк. Цілорічні маршрути включають Торонто та Монреаль до Форт-Лодердейла; Монреаль — Маямі; Ванкувер — Сан-Дієго та Мехіко; і Калгарі до Фінікса.
У травні 2020 року, під час пандемії COVID-19, Air Canada оголосила про зняття з експлуатації 79 літаків в тому числі і з авіапарків Rouge. Це включало літаки Boeing 767, Embraer 190 і Airbus A319. Air Canada Rouge значно постраждала, оскільки авіакомпанія втратила всі 25 літаків 767 і 2 A319, у її парку залишилось лише 18 A320 / A321 і 20 Airbus A319. Станом на лютий 2021 року авіакомпанія вилучила зі свого розкладу більшість своїх напрямків у Центральну та Східну Європу, наприклад, до Варшави та Бухареста через брак відповідних літаків.
Послуги авіакомпанії Air Canada Rouge були призупинені з 9 лютого 2021 року по 7 вересня 2021 року, щоб дотримуватися нових правил подорожей уряду, спрямованих на скорочення несуттєвих поїздок.

## Напрямки
Air Canada Rouge обслуговує туристичні напрямки в Карибському басейні, Центральній Америці, Мексиці переважно та Сполучених Штатах, при цьому всі попередні маршрути до Європи та Південної Америки були скасовані після зняття з експлуатації Boeing 767-300ER.

## Флот

### Актуальний флот
Станом на липень 2022 року флот Air Canada Rouge складається з літаків Airbus:
| Літак           | На обслуговуванні | Замовлення | Пасажири | Пасажири | Пасажири | Примітки                 |
| Літак           | На обслуговуванні | Замовлення | P        | Y        | Всього   | Примітки                 |
| --------------- | ----------------- | ---------- | -------- | -------- | -------- | ------------------------ |
| Airbus A319-100 | 20                | —          | 12       | 124      | 136      |                          |
| Airbus A320-200 | 5                 | —          | 12       | 156      | 168      |                          |
| Airbus A321-200 | 14                | 3          | 16       | 184      | 200      | Три поставки в 2022 році |
| Airbus A321-200 | 14                | 3          | 12       | 184      | 196      | Три поставки в 2022 році |
| Всього          | 39                | 3          |          |          |          |                          |

### Колишній флот
- Boeing 767-300ER

## Концепція сервісу

### Місця
Airbus A319 Air Canada Rouge має на 16 місць більше, ніж аналогічний у Air Canada зі 136 місцями, перші чотири ряди призначені для пасажирів зі статусом Rouge Plus і Premium Rouge. Колишній Boeing 767-300ER Air Canada Rouge перевозив на 71 пасажира більше, ніж більшість звичайних літаків Air Canada Boeing 767-300ER з 282 місцями. З них 223 були в економ-класу, 35 Rouge Plus і 24 Premium Rouge. 29-дюймовий крок сидінь на їхніх літаках серії A320 є одним із найменших у Північній Америці, що залишає менше місця для ніг, ніж на більшості інших порівнянних літаків.

### Розваги
Air Canada Rouge оснащено бездротовою потоковою розважальною системою під назвою Player, яку пасажири можуть використовувати безпосередньо на своїх особистих пристроях, таких як пристрої Apple iOS і Android, а також ноутбуки.

### Бортові послуги
Політика щодо багажу така ж, як у Air Canada. Рейси до Європи та з Європи пропонують безкоштовну їжу та напої, а також алкогольні напої, які можна придбати. На всіх інших рейсах існує пропозиція харчування на борту, яка відповідає послугам на інших рейсах.